# Agrotis paradoxa
Agrotis paradoxa là một loài bướm đêm trong họ Noctuidae.